# Bulgarischer Fußballpokal 1989/90
Der Bulgarischer Fußballpokal 1989/90 war die 50. Austragung des Pokalwettbewerbs im Fußball in Bulgarien. Pokalsieger wurde der FK Sliwen. Das Team setzte sich im Finale gegen Titelverteidiger ZFKA Sredez Sofia durch. Durch den Sieg qualifizierte sich Sliwen für den Europapokal der Pokalsieger 1990/91.

## Modus
Bis zum Halbfinale wurde der Sieger in Hin- und Rückspiel ermittelt. Bei Torgleichheit entschied zunächst die Anzahl der auswärts erzielten Tore, danach eine Verlängerung und falls erforderlich ein Elfmeterschießen. Das Finale wurde in einem Spiel entschieden. Bei unentschiedenem Ausgang gab es eine Verlängerung von zweimal 15 Minuten und gegebenenfalls ein Elfmeterschießen.

## Teilnehmer
| A Grupa (16) | A Grupa (16) | B Grupa (20) | B Grupa (20) |
| --- | --- | --- | --- |
| - Beroe Stara Sagora - FC Botew Wraza - FC Dunaw Russe - Etar Weliko Tarnowo - FC Hebar Pasardschik - Lok Gorna Orjachowiza - Lokomotive Plowdiw - Lokomotive Sofia | - Pirin Blagoewgrad - Slawia Sofia - FK Sliwen - AFD Trakia Plowdiw - Tscherno More Warna - FC Tschernomorez Burgas - Lewski-14 Sofia - ZSKA Sofia | - Akademik Swischtow - FC Bdin Widin - FK Chaskowo - Dobrudscha Tolbuchin - Jantra Gabrowo - Lokomotive Stara Sagora - Ludogorez Rasgrad - Marek Stanke Dimitrow - Minjor Pernik - DFS Osam Lowetsch | - Rosowa Dolina Kasanlak - FK Schumen - Septemwrijska Slawa Michailowgrad - FK Spartak Plewen - Spartak Warna - Swetkawiza Targowischte - Tscherweno sname Pawlikeni - Tundscha Jambol - Welbaschd Kjustendil - Wichren Sandanski |

## Vorrunde
| Datum             |                            | Gesamt    |                         | Hinspiel | Rückspiel |
| ----------------- | -------------------------- | --------- | ----------------------- | -------- | --------- |
| ??.??./??.??.1989 | Tscherweno sname Pawlikeni | 3:5       | Jantra Gabrowo          | 3:2      | 0:3       |
| ??.??./??.??.1989 | FK Chaskowo                | 1:3       | Lokomotive Stara Sagora | 0:1      | 1:2       |
| ??.??./??.??.1989 | DFS Osam Lowetsch          | (a)3:3(a) | Akademik Swischtow      | 2:2      | 1:1       |
| ??.??./??.??.1989 | Swetkawiza Targowischte    | 5:6       | Marek Stanke Dimitrow   | 2:1      | 3:5       |
| ??.??./??.??.1989 | Dobrudscha Tolbuchin       | 2:1       | FK Schumen              | 2:0      | 0:1       |
| ??.??./??.??.1989 | FC Bdin Widin              | (a)1:1(a) | Minjor Pernik           | 1:1      | 0:0       |
| ??.??./??.??.1989 | Rosowa Dolina Kasanlak     | 1:4       | Wichren Sandanski       | 1:2      | 0:2       |

## 1. Runde
| Datum             |                                   | Gesamt    |                         | Hinspiel | Rückspiel |
| ----------------- | --------------------------------- | --------- | ----------------------- | -------- | --------- |
| ??.??./??.??.1989 | AFD Trakia Plowdiw                | (a)5:5(a) | Dobrudscha Tolbuchin    | 4:2      | 1:3       |
| ??.??./??.??.1989 | FK Spartak Plewen                 | 1:4       | Marek Stanke Dimitrow   | 1:0      | 0:4       |
| ??.??./??.??.1989 | Septemwrijska Slawa Michailowgrad | 2:4       | Jantra Gabrowo          | 2:1      | 0:3       |
| ??.??./??.??.1989 | Akademik Swischtow                | 4:6       | Lokomotive Stara Sagora | 4:2      | 0:4       |
| ??.??./??.??.1989 | Welbaschd Kjustendil              | 1:7       | FK Sliwen               | 1:1      | 0:6       |
| ??.??./??.??.1989 | Lokomotive Plowdiw                | 0:2       | FC Botew Wraza          | 0:1      | 0:1       |
| ??.??./??.??.1989 | Spartak Warna                     | 2:3       | FC Dunaw Russe          | 0:1      | 2:2       |
| ??.??./??.??.1989 | Minjor Pernik                     | 2:4       | Wichren Sandanski       | 1:0      | 1:4       |
| ??.??./??.??.1989 | Beroe Stara Sagora                | 5:4       | Pirin Blagoewgrad       | 3:2      | 2:2       |
| ??.??./??.??.1989 | Tundscha Jambol                   | 2:4       | Slawia Sofia            | 1:1      | 1:3       |
| ??.??./??.??.1989 | FC Hebar Pasardschik              | 3:4       | Lokomotive Sofia        | 2:2      | 1:2       |
| ??.??./??.??.1989 | Etar Weliko Tarnowo               | 6:2       | Ludogorez Rasgrad       | 4:1      | 2:1       |
| ??.??./??.??.1989 | Lok Gorna Orjachowiza             | 1:2       | Tscherno More Warna     | 1:1      | 0:1       |

## Achtelfinale
Teilnehmer: Die dreizehn Sieger der 1. Runde und die drei Klubs, die an den europäischen Wettbewerben teilnahmen (ZSKA Sofia, Lewski-14 Sofia und Zweitligist FC Tschernomorez Burgas).
| Datum             |                         | Gesamt    |                       | Hinspiel | Rückspiel |
| ----------------- | ----------------------- | --------- | --------------------- | -------- | --------- |
| 14.02./21.02.1990 | FC Tschernomorez Burgas | 0:7       | ZSKA Sofia            | 0:2      | 0:5       |
| 07.03./21.03.1990 | Dobrudscha Tolbuchin    | 1:2       | Marek Stanke Dimitrow | 1:1      | 0:1       |
| 07.03./21.03.1990 | Lokomotive Stara Sagora | 3:4       | Jantra Gabrowo        | 2:1      | 1:3       |
| 07.03./21.03.1990 | Wichren Sandanski       | (a)4:4(a) | Tscherno More Warna   | 4:2      | 0:2       |
| 07.03./21.03.1990 | Lewski-14 Sofia         | 3:2       | FC Dunaw Russe        | 2:0      | 1:2       |
| 07.03./21.03.1990 | Etar Weliko Tarnowo     | (a)3:3(a) | FC Botew Wraza        | 0:1      | 3:2       |
| 07.03./21.03.1990 | Lokomotive Sofia        | 3:5       | Slawia Sofia          | 3:3      | 0:2       |
| 07.03./21.03.1990 | FK Sliwen               | 6:3       | Beroe Stara Sagora    | 6:1      | 0:2       |

## Viertelfinale
| Datum             |                     | Gesamt    |                       | Hinspiel | Rückspiel |
| ----------------- | ------------------- | --------- | --------------------- | -------- | --------- |
| 27.03./11.04.1990 | Lewski-14 Sofia     | 4:6       | Slawia Sofia          | 1:4      | 3:2       |
| 27.03./11.04.1990 | Etar Weliko Tarnowo | 4:2       | Marek Stanke Dimitrow | 4:1      | 0:1       |
| 27.03./11.04.1990 | Jantra Gabrowo      | (a)2:2(a) | FK Sliwen             | 2:2      | 0:0       |
| 27.03./11.04.1990 | Tscherno More Warna | 1:2       | ZSKA Sofia            | 1:1      | 0:1       |

## Halbfinale
| Datum             |                     | Gesamt    |              | Hinspiel | Rückspiel |
| ----------------- | ------------------- | --------- | ------------ | -------- | --------- |
| 25.04./16.05.1990 | ZSKA Sofia          | 4:0       | Slawia Sofia | 3:0      | 1:0       |
| 25.04./16.05.1990 | Etar Weliko Tarnowo | (a)2:2(a) | FK Sliwen    | 1:2      | 1:0       |

## Finale
| Paarung        | ZSKA Sofia – FK Sliwen |
| Ergebnis       | 0:2 (0:1) |
| Datum          | 30. Mai 1990 |
| Stadion        | Christo-Botew-Stadion, Gabrowo |
| Zuschauer      | 15.000 |
| Schiedsrichter | Stefan Tschakarow |
| Tore           | 0:1 Waleri Walkow (40.) 0:2 Jordan Letschkow (76.) |
| ZSKA Sofia     | Ilia Walow – Emil Dimitrow, Trifon Iwanow, Marius Urukow (75. Stefan Batschew), Dimitar Mladenow – Kostadin Jantschew, Slawtscho Iliew, Georgi Georgiew, Marin Balakow (46. Christo Stoitschkow) – Emil Kostadinow, Petar Witanow Cheftrainer: Dimitar Penew  |
| FK Sliwen      | Todor Stojanow – Kiril Kirilow, Iwan Mitew, Wassil Tintschew , Welian Paruschew – Witalij Mutaftschiew, Rumen Iliew, Christian Penew, Jordan Letschkow (90. Walentin Stefanow) – Iwan Wassilew, Waleri Walkow (90. Petar Iwanow) Cheftrainer: Ljudmil Goranow |
| Gelbe Karten   | Emil Kostadinow – keine |
| Platzverweise  | Petar Witanow (73.) – keine |